# Preserved Fish
Pour les articles homonymes, voir Fish.
Preserved Fish est un important commerçant de la marine marchande de New York au début du XIXe siècle.
Né le 3 juillet 1766 à Portsmouth et mort le 23 juillet 1846 à New York, il est également l'un des premiers courtiers du New York Stock & Exchange Board (futur New York Stock Exchange).
Lorsqu'il est jeune, il travaille à bord d'un baleinier et devient rapidement capitaine. Il s'est vite rendu compte qu'il pouvait faire plus vite fortune dans la vente d'huile de baleine, et non dans sa récupération, dont son implication dans le commerce.
Son nom atypique, que l'on peut traduire en français par « poisson en conserve », est celui de son père et de son grand-père. Sa famille élargie, bien connue à New York, est aussi celle d'Hamilton Fish, gouverneur, sénateur et secrétaire d'État, et de Stuyvesant Fish (en).